# Benediktkirche (Krakau)

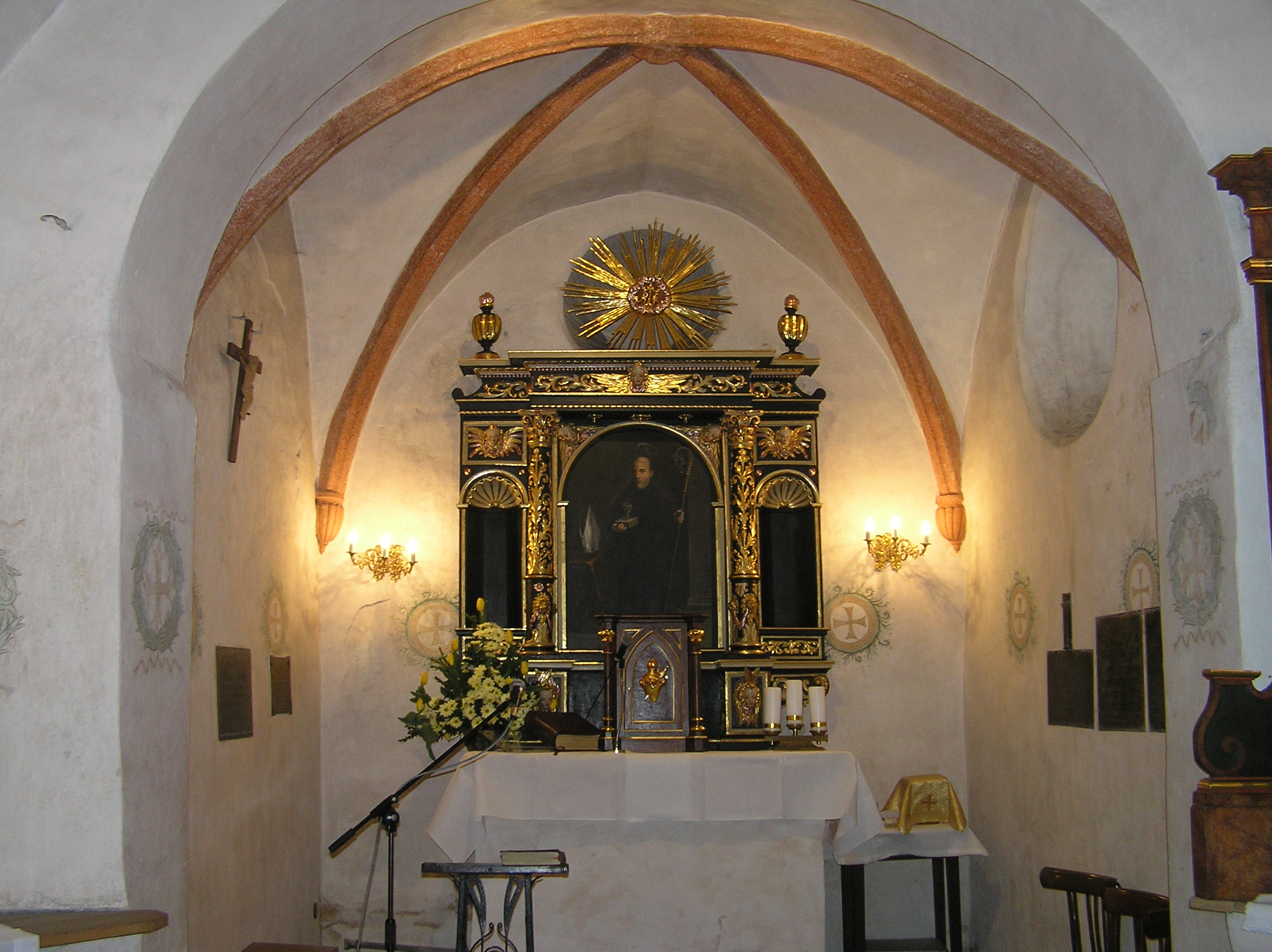
Innenraum

Die Benediktkirche (polnisch Kościół św. Benedykta) in Krakau ist eine kleine katholische Steinkirche auf dem Lasota Hügel im Stadtteil Podgórze unweit des Krak-Hügels südlich des Burgbergs Wawel auf der rechten Weichselseite. Sie gilt als kleinste Pfarrkirche Krakaus.

## Geschichte
Die Kirche wurde um 1000 möglicherweise als Rotunda unweit des Krak-Hügel errichtet, der den Wislanen zu heidnischen Kulten dienten. Die Benediktiner aus der Benediktiner-Abtei Tyniec übernahmen die Mitte des 11. Jahrhunderts die Verwaltung der Kirche. Im Spätmittelalter erhielt sie ein gotisches Dach. Um die Mitte des 19. Jahrhunderts wurde von den Habsburgern in der Nähe der Kirche das Fort 31 Benedykt der Festung Krakau errichtet. Da die Kirche in der Schlusslinie des Forts liegt, sollte sie zunächst abgerissen werden. Die Kirche hat trotz Barockisierung des Innenraums ihren romanisch-gotischen Charakter bewahrt. An Ostern findet um die Kirche das Fest Rękawka statt. Nur zu diesem Anlass und am Festtag des Heiligen Benedikt (21. März) wird die Kirche geöffnet.